# Diario Mali
Albums de Ludovico Einaudi
Echoes - The Einaudi Collection
(2003) La Scala: Concert 03 03 03
(2003)
Diario Mali est un album réalisé en 2003 et né d'une collaboration entre le compositeur et pianiste italien Ludovico Einaudi et le musicien malien, joueur de kora, Ballaké Sissoko.

## 10 pièces pour piano et kora
L'album est le fruit d'une collaboration née d'une rencontre fortuite en plein oasis, au Festival au désert près de Tombouctou, dans les dunes d’Essakane, en janvier 2003 devant quelques centaines de spectateurs, puis enregistrée à Longiano, au Teatro Petrella, en février 2003,. Une dizaine de morceaux associent ainsi une interprétation conjointe au piano et à la kora.
Le pianiste Ludivico Einaudi et le kora-folà Ballaké Sissoko s'étaient déjà rencontrés en 2001 à Bamako, lors d'un voyage en Afrique du pianiste italien (voir l'album I giorni). Le critique musical Patrick Labesse cite cet album parmi ceux montrant une ouverture de la kora à de nouveaux horizons. L'album est présent aussi au générique du film Bamako.

## Pistes
1. Laissez-moi en paix – (4:02)
2. Entre nous – (9:32)
3. Soutoukou – (7:17)
4. Chanson d'amour – (8:11)
5. Chameaux – (5:04)
6. Ma mère – (6:03)
7. À l'ombre – (8:24)
8. Niger Blues – (5:38)
9. Mali Sajio – (8:00)
10. Dessert dans le désert – (5:49)